# Bernd Lange (Politiker, 1955)

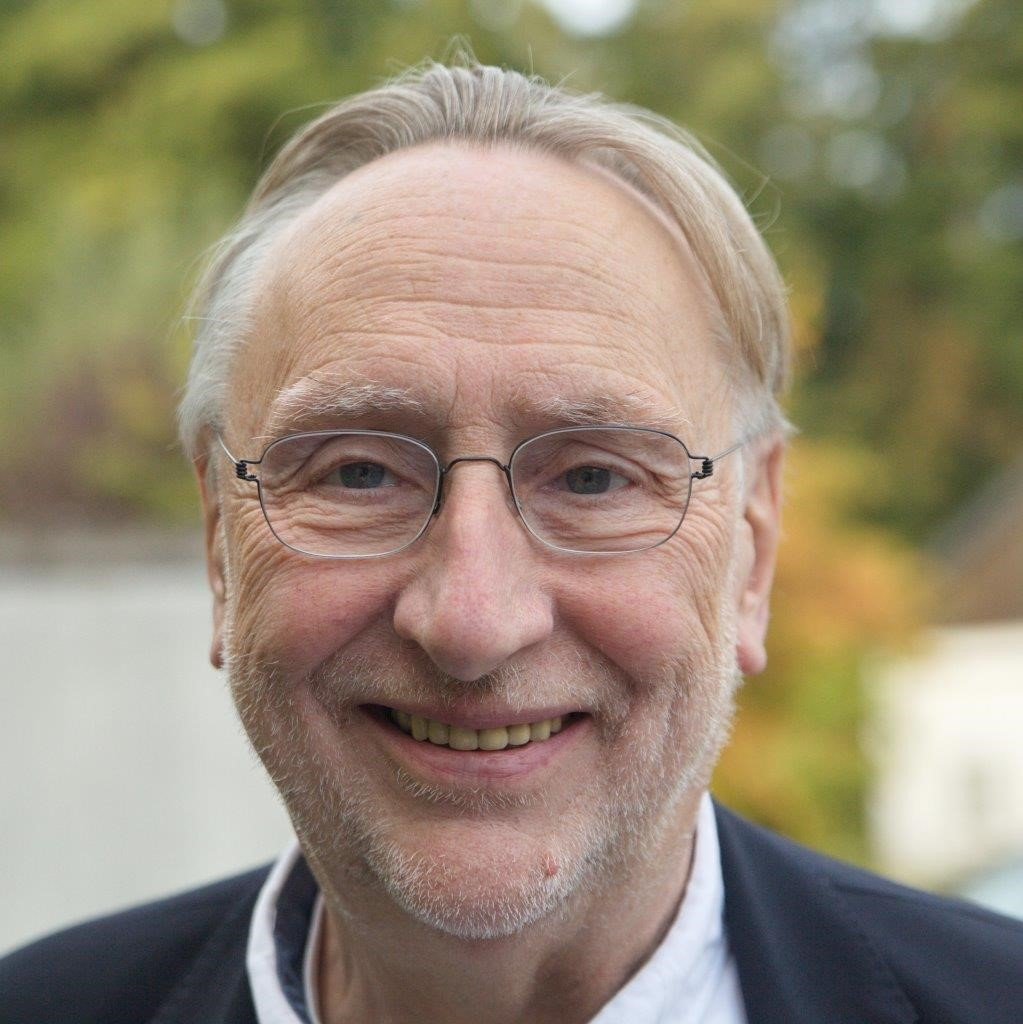
Bernd Lange (MdEP)

Bernd Lange (* 14. November 1955 in Oldenburg i. O.) ist ein deutscher Politiker (SPD). Lange war von 1994 bis 2004 und ist seit 2009 Europaabgeordneter. Er gehört der Fraktion der Progressiven Allianz der Sozialdemokraten im Europäischen Parlament an. Im Parlament leitet er als Vorsitzender seit 2014 den Ausschuss für internationalen Handel.

## Leben
Lange wuchs in Varel als Sohn zweier selbständiger Tankstellenkaufleute auf und besuchte dort die Schule. Nach seinem Abitur 1974 an der Graf-Anton-Günther-Schule in Oldenburg wechselte er nach Göttingen, um vom selben Jahr dort an der Georg-August-Universität die Fächer Evangelische Theologie sowie Politikwissenschaft zu studieren. Ebenfalls 1974 trat er in die Gewerkschaft IG Metall ein. Sein Studium schloss er 1980 mit dem Theologischen Examen und 1981 mit dem ersten Staatsexamen ab.
Während seines Studiums engagierte sich Lange auch hochschulpolitisch. Von 1978 bis 1980 war er Präsident des Studentenparlaments an der Universität Göttingen. 1980/1981 war er Vorsitzender des AStA an der Universität Göttingen.
Nach seinem Studium unterrichtete er von 1983 bis 1994 als Studienrat am Gymnasium Burgdorf.
Zwischen 2005 und 2009 arbeitete Lange als Abteilungsleiter „Wirtschaft, Umwelt und Europa“ beim DGB-Bezirk Niedersachsen – Bremen – Sachsen/Anhalt. Dort war er zuständig für Wirtschafts- und Strukturpolitik in Niedersachsen, Umsetzung der EU-Strukturförderung, Gründung eines regionalen Gewerkschaftsnetzwerkes  mit Gewerkschaften aus den europäischen Partnerregionen Niedersachsens Großpolen, Haute Normandie und Andalusien (Union-Regio-Net).
Bernd Lange wohnt in der Region Hannover und hat zwei Kinder.

## Politik

### Partei
Bernd Lange trat 1974 im Alter von 19 Jahren  der SPD bei. Von 1983 bis 1984 war er Mitglied im Juso-Bezirksvorstand Hannover. Von 1986 bis 2015 war Lange Mitglied im Unterbezirksvorstand der SPD Hannover-Land (jetzt Region Hannover). Von 1992 bis 2013 leitete er den SPD-Ortsverband Burgdorf.
Lange war Mitbegründer des Wissenschaftsforums im SPD-Bezirk Hannover. Er wirkte langjährig in der Leitung des Gesprächskreises „Kirche und SPD“ im SPD-Bezirk Hannover mit.

### Politische Karriere im Europaparlament

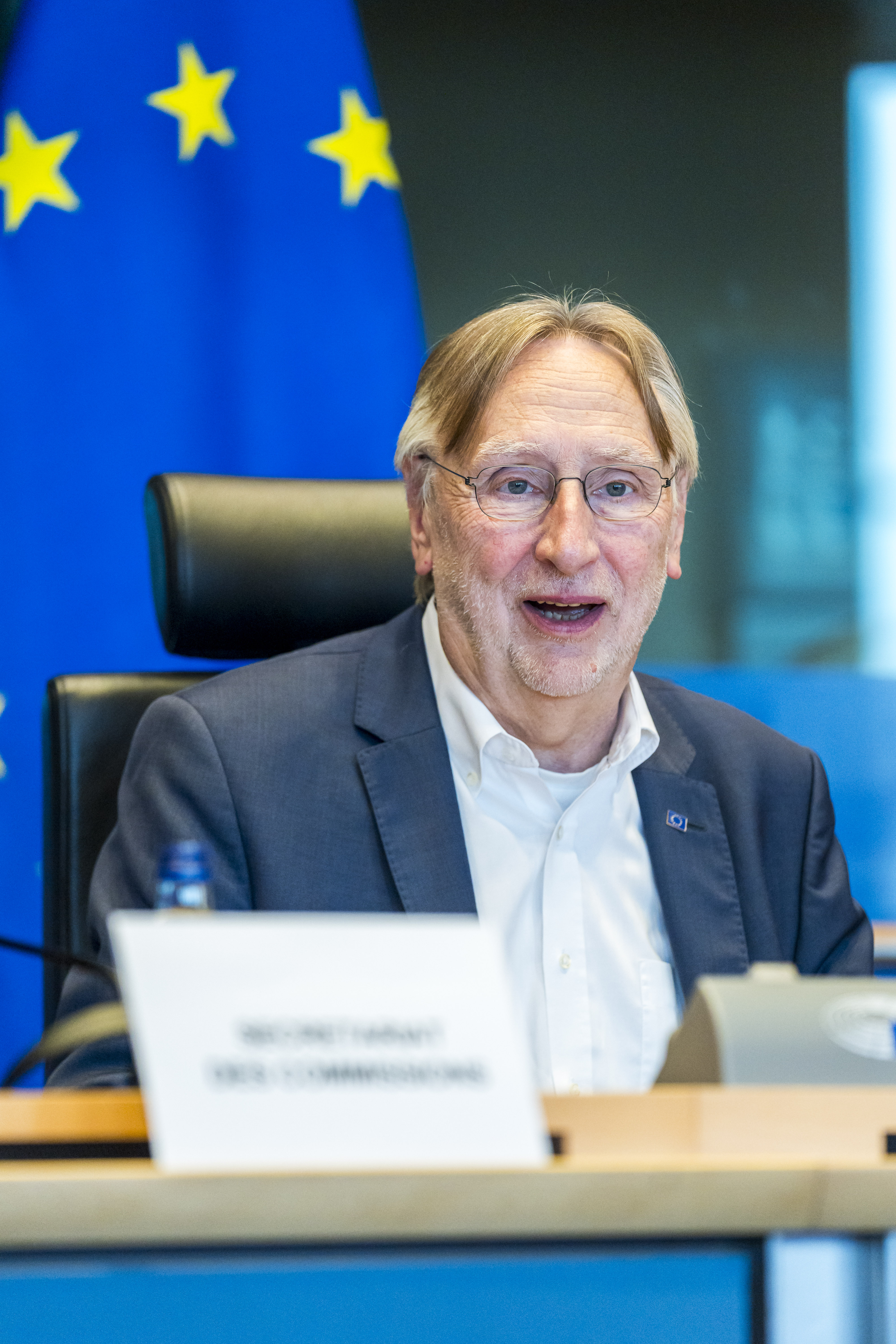
Seit 2014 ist Lange Vorsitzender des Ausschuss für internationalen Handel des Europäischen Parlaments

Bernd Lange kandidierte erstmals bei der Europawahl 1994 auf der Liste der SPD für das Europäische Parlament und wurde gewählt. Während seiner ersten Zeit im Europaparlament setzte er Schwerpunkte in den Bereichen Zukunft der Automobilindustrie, Auto und Umwelt, Industrie-, Umwelt- und Forschungspolitik sowie Niedersachsen und die EU.
In der vierten Legislaturperiode des Parlaments (1994–1999) war er unter anderem kurzzeitig Mitglied des Ausschusses für Haushaltskontrolle (Juli–September 1994), des Ausschusses für Forschung, technologische Entwicklung und Energie (1994–1997), sowie stellvertretendes Mitglied im Ausschuss für Umweltfragen, Volksgesundheit und Verbraucherschutz (1994–1999). Nach der Wahl 1999 war Lange erneut Mitglied im Ausschuss für Umweltfragen, Volksgesundheit und Verbraucherpolitik sowie stellvertretendes Mitglied Ausschuss für Industrie, Außenhandel, Forschung und Energie.
Bei den Europawahlen 2004 gewann Bernd Lange kein Mandat.
Nach der Wahl zum Europäischen Parlament 2009 wurde er Mitglied im Ausschuss für internationalen Handel sowie stellvertretendes Mitglied im Ausschuss für Industrie, Forschung und Energie. Nach der Europawahl 2014 wählten ihn die Mitglieder im Ausschuss für internationalen Handel im Juli 2014 zum Vorsitzenden ihres Ausschusses. Dem Ausschuss für Industrie, Forschung und Energie gehörte er in der achten Legislatur (2014–2019) als stellvertretendes Mitglied an. Lange war seit September 2014 Berichterstatter des Europäischen Parlaments für das Handelsabkommen zwischen der EU und den USA (TTIP).
Bei der Europawahl 2019 zog Lange erneut ins Parlament ein. Lange ist erneut Mitglied im Ausschuss für internationalen Handel, deren Mitglieder ihn wiederum erneut zum Vorsitzenden wählten. Ferner wurde Lange am 15. Februar 2022 zum Vorsitzenden der Konferenz der Ausschussvorsitze im Europäischen Parlament gewählt. Des Weiteren ist Lange wieder stellvertretendes Mitglied im Ausschuss für Industrie, Forschung und Energie. Lange ist außerdem Mitglied der Delegation für die Beziehungen zu den Ländern Südostasiens und dem Verband südostasiatischer Nationen (ASEAN). Seit September 2019 ist Lange Vorsitzender der fraktionsübergreifenden Fair Trade Arbeitsgruppe im Europäischen Parlament. Zudem ist er Mitglied der parlamentarischen Brexit-Steuerungsgruppe.
Lange setzt sich im Handelsausschuss dafür ein, die Einfuhr von Produkten, die mit Zwangsarbeit hergestellt wurden, in die EU zu verbieten.
Bei der Europawahl 2024 kandidierte Lange auf Platz 4 der Europawahlliste der SPD und konnte erneut ins Europäische Parlament einziehen.

## Ämter und Mandate
Von Oktober 1999 bis August 2005 war er Mitglied im Aufsichtsrat der Salzgitter AG. Von August 2005 bis Juni 2016 war er Mitglied im Aufsichtsrat der Peiner Träger GmbH. Von 2007 bis 2009 war er Mitglied im Verwaltungsrat der Europäischen Chemikalienagentur. Von 2008 bis 2011 war Lange Mitglied im Aufsichtsrat der Hannover Holding GmbH. Mitglied im Verwaltungsrat der Stadtsparkasse Burgdorf war er von 2006 bis 2011. Bis 2010 war er Mitglied im Fachbeirat des Kirchlichen Dienstes in der Arbeitswelt der ev.-luth. Landeskirche Hannover. Von 1988 bis 1992 war er Jugendschöffe am Amtsgericht Burgdorf. Von 1990 bis 2004 war er Mitglied im Vorstand der Deutschen Vereinigung für politische Bildung der Landesgruppe Niedersachsen. Bis 2004 war er Mitglied des Kuratoriums der Stiftung „IntEF-U.A.N.“ des Niedersächsischen Städte- und Gemeindebundes zur Förderung kommunaler Abwasserpartnerschaften. Seit 2010 gehört Lange dem Beirat der Deutschen Umweltstiftung an und seit 2010 ist er auch Mitglied des Beirates des Auto Club Europa. Er ist Mitglied im Kuratorium des Antikriegshauses Sievershausen und seit November 2011 Vorsitzender des Fördervereins EilersWerke – Mobile Welten Hannover.

## Preise und Auszeichnungen
- Am 24. Februar 1999 wurde er mit dem AA-Award 1998 der britischen Automobile Association für seine Beteiligung an der europäischen Abgasgesetzgebung zur Verbesserung der Luftqualität ausgezeichnet.
- 2001 wurde ihm das Bundesverdienstkreuz am Bande verliehen.
- The Parliament Magazine verlieh Lange im November 2011 den MEP Award im Bereich Handel.[12]
- Zudem wurde Bernd Lange im Mai 2016 von der Zeitung Politico auf Platz 15 der wichtigsten Europaabgeordneten aufgelistet.[13]
- 2018 wurde Lange das Bundesverdienstkreuz 1. Klasse verliehen.[1]

## Mitgliedschaften
- 4n-For Nature e. V.
- AWO
- Arbeit und Dritte Welt e. V. Hildesheim
- ACE
- DLRG
- Deutscher Kinderschutzbund
- Europa-Union Deutschland
- Förderverein EilersWerke – Mobile Welten Hannover
- Forum „Automobil und Gesellschaft“ (Seit 2000 war er mit Malcolm Harbour einer der beiden Vorsitzenden des Forums. 2010 ist er wieder zum Co-Vorsitzenden des Forums gewählt worden.)[14]
- Forum für Politik und Kultur e. V.
- Freunde der Villa Seligmann
- Heimatverein Varel
- Hanomag IG
- IG Metall
- Naturfreunde
- Verein „Mach meinen Kumpel nicht an“
- Verkehrs- und Verschönerungs-Verein (VVV) Burgdorf